# Christophorus Sylvius
Christophorus Sylvius, mit bürgerlichem Namen Christoph uth dem Busch, (* um 1561 in Hamburg; † um 1591 ebenda) war ein deutscher Lehrer, Dichter und Humanist.

## Leben und Wirken
Über das Leben Christophorus Sylvius ist wenig bekannt. Er besuchte eine Lateinschule in seiner Geburtsstadt und schrieb sich im September 1578 an der Universität Wittenberg ein, wo er vermutlich alte Sprachen und evangelische Theologie studierte. Um 1588 kehrte er nach Hamburg und lehrte für ungefähr drei Jahre an der Gelehrtenschule des Johanneums. Christophorus Sylvius verstarb früh und hinterließ einen Sohn namens Georgius Sylvius (Georg uth dem Busch), der später Ratsherr in Hamburg wurde.

## Werke
Christophorus Sylvius verfasste Gedichte, die er mitunter einmaligen Anlässen widmete, sowie Epigramme und ein Epos. Die Gedichte verfasste er in lateinischer Sprache. Bekannt sind drei erste Gedichte aus dem Jahr 1583, in denen er Hamburg in verherrlichenden Worten darstellte. Es existiert darüber hinaus ein weiteres Gedicht, das 1905 ins Deutsche übersetzt wurde. Vermutlich aufgrund von Zerstörungen während des Zweiten Weltkriegs existiert hiervon lediglich eine Reproduktion. Das Gedicht mit dem Titel Hamburgum ist der Textteil eines Einblattdruckes von 1587 und mit den Initialen „C S H.“ signiert und daher Sylvius eindeutig zuzuordnen. Den Kupferstich erstellte Johann Greve nach einer Zeichnung von Daniel Frese. Er zeigt eine historische Ansicht Hamburgs. Da Bild und Text in vielen Punkten aufeinander Bezug nehmen, ist davon auszugehen, dass Sylvius den Text speziell für dieses Bild verfasste.
Christophorus Sylvius und seine Werke waren vermutlich nur bis in die ersten Jahrzehnte des 17. Jahrhunderts bekannt. Es ist allerdings davon auszugehen, dass er zu Lebzeiten auch außerhalb Hamburgs bekannt war. Grund zu der Annahme liefern mehrere Nachdrucke des Gedichts ohne den zugehörigen Kupferstich in der von Peter Lindeberg(ius) erstellten Gedichtsammlung Hypotyposis. Lindeberg(ius), Sohn eines Rostocker Patriziers, widmete diese Sammlung Heinrich Rantzau. Auch Sylvius muss eine hohe Meinung von Rantzau gehabt haben, da er ihm eine Sammlung von Gedichten und Epigrammen widmete.